# ابرفان
ابرفان (به انگلیسی: Aberfan) یک روستا در بریتانیا است که در شهرستان مستقل مرثر تیدویل واقع شده‌است.